# Corbehem
Corbehem és un municipi francès situat al departament del Pas de Calais i a la regió dels Alts de França. L'any 2007 tenia 2.222 habitants.

## Demografia

### Població
El 2007 la població de fet de Corbehem era de 2.222 persones. Hi havia 836 famílies de les quals 208 eren unipersonals (50 homes vivint sols i 158 dones vivint soles), 261 parelles sense fills, 307 parelles amb fills i 60 famílies monoparentals amb fills.
La població ha evolucionat segons el següent gràfic:
Habitants censats

### Habitatges
El 2007 hi havia 891 habitatges, 853 eren l'habitatge principal de la família, 2 eren segones residències i 36 estaven desocupats. 811 eren cases i 27 eren apartaments. Dels 853 habitatges principals, 613 estaven ocupats pels seus propietaris, 213 estaven llogats i ocupats pels llogaters i 26 estaven cedits a títol gratuït; 49 tenien una cambra, 12 en tenien dues, 46 en tenien tres, 179 en tenien quatre i 567 en tenien cinc o més. 646 habitatges disposaven pel capbaix d'una plaça de pàrquing. A 419 habitatges hi havia un automòbil i a 261 n'hi havia dos o més.

### Piràmide de població
La piràmide de població per edats i sexe el 2009 era:
| Homes | Edats   | Dones |
| ----- | ------- | ----- |
| 4     | 95 o +  | 0     |
| 0     | 90 a 94 | 16    |
| 8     | 85 a 89 | 24    |
| 12    | 80 a 84 | 16    |
| 12    | 75 a 79 | 28    |
| 48    | 70 a 74 | 56    |
| 44    | 65 a 69 | 64    |
| 80    | 60 a 64 | 56    |
| 64    | 55 a 59 | 64    |
| 70    | 50 a 54 | 105   |
| 72    | 45 a 49 | 45    |
| 80    | 40 a 44 | 104   |
| 96    | 35 a 39 | 88    |
| 97    | 30 a 34 | 77    |
| 57    | 25 a 29 | 72    |
| 80    | 20 a 24 | 64    |
| 96    | 15 a 19 | 108   |
| 120   | 10 a 14 | 80    |
| 68    | 5 a 9   | 56    |
| 64    | 0 a 4   | 41    |

## Economia
El 2007 la població en edat de treballar era de 1.407 persones, 914 eren actives i 493 eren inactives. De les 914 persones actives 783 estaven ocupades (454 homes i 329 dones) i 131 estaven aturades (65 homes i 66 dones). De les 493 persones inactives 134 estaven jubilades, 169 estaven estudiant i 190 estaven classificades com a «altres inactius».

### Ingressos
El 2009 a Corbehem hi havia 814 unitats fiscals que integraven 2.193 persones, la mediana anual d'ingressos fiscals per persona era de 15.983 €.

### Activitats econòmiques
Dels 50 establiments que hi havia el 2007, 1 era d'una empresa extractiva, 1 d'una empresa alimentària, 1 d'una empresa de fabricació de material elèctric, 5 d'empreses de fabricació d'altres productes industrials, 4 d'empreses de construcció, 5 d'empreses de comerç i reparació d'automòbils, 6 d'empreses de transport, 7 d'empreses d'hostatgeria i restauració, 2 d'empreses financeres, 1 d'una empresa immobiliària, 6 d'empreses de serveis, 9 d'entitats de l'administració pública i 2 d'empreses classificades com a «altres activitats de serveis».
Dels 11 establiments de servei als particulars que hi havia el 2009, 1 era una oficina de correu, 2 tallers de reparació d'automòbils i de material agrícola, 1 autoescola, 1 fusteria, 1 lampisteria, 1 empresa de construcció, 1 perruqueria i 3 restaurants.
Dels 4 establiments comercials que hi havia el 2009, 1 era una botiga de més de 120 m², 1 una botiga de menys de 120 m², 1 una fleca i 1 una joieria.

## Equipaments sanitaris i escolars
L'únic equipament sanitari que hi havia el 2009 era una farmàcia.
El 2009 hi havia 1 escola maternal i 1 escola elemental.

## Poblacions més properes
El següent diagrama mostra les poblacions més properes.